# Brittany Baxter
Brittany Amanda Baxter, geborene Timko (* 5. September 1985 in Vancouver, British Columbia) ist eine ehemalige kanadische Fußballspielerin und heutige -trainerin. 

## Karriere
Zwischen 2003 und 2007 spielte sie sowohl für ihren Heimatverein Vancouver Whitecaps Women als auch das Team der University of Nebraska-Lincoln. In der Saison 2008/09  spielte sie für Melbourne Victory in der australischen W-League, wechselte dann zum schwedischen Verein Piteå IF, der 2009 erstmals in der Damallsvenskan  spielte. 2010 wechselte sie zum deutschen Bundesligaverein SG Essen-Schönebeck, kam aber dort aufgrund einer schweren Knieverletzung nur zu einem DFB-Pokal-Einsatz.
Timko erreichte mit der U-19-Nationalmannschaft bei der U-19-Fußball-Weltmeisterschaft der Frauen 2002 in Kanada das Finale, in dem sie erst durch ein Golden Goal gegen die USA verloren. Bei der CONCACAF U-19-Meisterschaft der Frauen 2004 konnten sie sich revanchieren und die USA im Finale mit 2:1 n. V. bezwingen. Im selben Jahr erreichte sie mit Kanada das Viertelfinale der U-19-Fußball-Weltmeisterschaft der Frauen 2004, in dem sie gegen den späteren Vizeweltmeister China mit 1:3 verlor, aber mit 7 Toren Torschützenkönigin wurde und in allen vier Spielen jeweils mindestens ein Tor erzielte. 
Ihr erstes A-Länderspiel machte sie mit 16 Jahren am 9. April 2002 beim 2:3 gegen Japan. Zu dem Zeitpunkt war sie die zweitjüngste Nationalspielerin Kanadas. Mit der kanadischen Fußballnationalmannschaft belegte sie bei der Fußball-Weltmeisterschaft 2003 den vierten Platz.  2007 schied sie mit Kanada in der Vorrunde der WM aus. Bei den Olympischen Sommerspielen 2008 kam sie mit ihrer Mannschaft bis ins Viertelfinale. Dort verloren sie in der Verlängerung mit 1:2 gegen den späteren Turniersieger USA. Am 7. Juni 2011 machte sie als siebte kanadische Spielerin ihr 100. Länderspiel.  Sie war Mitglied des kanadischen Kaders für die WM und wurde im Eröffnungsspiel gegen Deutschland in der 80. Minute und damit zu ihrem achten WM-Spiel eingewechselt. Im zweiten Spiel gegen Frankreich stand sie in der Startelf, wurde aber in der 77. Minute beim Stand von 0:3 ausgewechselt (Endstand 0:4). Im letzten Spiel gegen Nigeria wurde sie nicht mehr eingesetzt.
Für die Olympischen Spiele 2012 wurde sie ebenfalls nominiert. Sie wurde aber lediglich in drei von sechs Spielen eingewechselt. Zur Saison 2014 wechselte sie zu  den Seattle Sounders Women in die USL W-League.
Nach 132 Einsätzen in der kanadischen Nationalmannschaft, in der sie im Mittelfeld und im Sturm gespielt hatte, beendete Timko Ende 2016 ihre aktive Karriere.

## Trainerkarriere
Nach ihrem Karriereende wurde Baxter am 27. Februar 2017 Trainerin des Metro Select League Vereines Port Moody Soccer Club, bei dem sie unter den technischen Direktors Ive Sulentic (ehemals FC St. Pauli) arbeitet.

## Persönliches
Am 16. August 2013 heiratete sie den Meeresbiologen (Marine Operations & Hydrographic Coordinator) Sean Baxter.

## Erfolge
- U-19-Fußball-Weltmeisterschaft der Frauen: Zweiter 2002
- CONCACAF Women’s Gold Cup: Zweiter 2002 und 2006
- CONCACAF U-19-Meisterschaft der Frauen: Sieger 2004
- W-League: Sieger 2004
- British Columbia Soccer Youth Athlete of the Year 2002
- British Columbia Soccer Senior Athlete of the Year 2003
- Sport BC Junior Athlete of the Year 2003
- Torschützenkönigin der U-19-Fußball-Weltmeisterschaft der Frauen 2004[8]
- Panamerikanische Spiele 2007: Bronzemedaille
- Zypern-Cup-Sieger 2008
- Olympische Bronzemedaille 2012